# Gabriel Hernández Paz
Gabriel "Gaby" Hernández Paz, född 2 januari 1975 i Barcelona, är en spansk vattenpolospelare och -tränare. Han är chefstränare för Spaniens herrlandslag i vattenpolo sedan 2014.
Som spelare ingick Hernández i det spanska landslaget vid olympiska sommarspelen 2000 och 2004. I Sydney slutade Spanien fyra och i Aten sexa. På den tiden spelade han för Club Natació Atlètic-Barceloneta. Tidigt under sin karriär tog Hernández EM-brons 1993 och VM-silver 1994, medan han fortfarande spelade för Club Natació Catalunya. VM-guld blev det i samband med världsmästerskapen i simsport 2001 i Fukuoka.